# Anthony Gordon
Anthony Michael Gordon (Liverpool, 24 febbraio 2001) è un calciatore inglese, centrocampista o attaccante del Newcastle Utd e della nazionale inglese, con cui è stato vicecampione d'Europa nel 2024.

## Caratteristiche tecniche
Ala sinistra, è in possesso di una buona tecnica di base e di notevoli capacità balistiche sui calci piazzati. 
Abile negli inserimenti offensivi, trova la sua collocazione ideale anche nel ruolo di trequartista ma può essere impiegato in alternativa anche come centravanti. Risulta un buon tiratore di calci di rigore, in grado di finalizzare con entrambi i piedi.

## Carriera

### Club
Everton
Cresciuto nel settore giovanile dell'Everton, ha esordito come professionista il 7 dicembre 2017 subentrando a Kevin Mirallas all'88' dell'incontro di Europa League vinto 3-0 contro l'Apollōn Limassol. Dopo un ulteriore anno di giovanili, nel 2019 inizia ad essere chiamato con continuità in prima squadra, arrivando a disputare un incontro di Carabao Cup contro il Leicester City, a distanza di due anni dal debutto. Il 18 gennaio 2020 ha esordito in Premier League entrando in campo nel secondo tempo dell'incontro pareggiato 1-1 contro il West Ham Utd.
Il 1º febbraio 2021 viene ceduto a titolo temporaneo al Preston N.E.
Nella stagione successiva diventa titolare nell'Everton e disputa una stagione in crescendo, conclude con 4 gol in 35 presenze in Premier League
Newcastle United
Il 29 gennaio 2023, durante la sessione invernale del calciomercato, viene acquistato a titolo definitivo dal Newcastle Utd per 45 milioni di euro,firmando un contratto fino al 30 Giugno 2026. Il 28 Maggio 2023 segna il primo goal con la nuova maglia nella sfida di Premier League contro il Chelsea terminata per 1-1. Nella stagione 2023-2024 segna 12 goal e 16 assist in tutte le competizioni.
Conferma un rendimento importante anche nel corso della stagione 2024-2025 con 6 goal e 6 assist in 34 presenze di Premier League, 1 goal in Fa cup e 2 goal con 1 assist in 6 presenze di Efl cup contribuendo alla vittoria della competizione.

### Nazionale
Ha giocato nelle nazionali giovanili inglesi Under-18, Under-19, Under-20 ed Under-21.
Il 14 marzo 2024 viene convocato per la prima volta in nazionale maggiore, con cui esordisce 9 giorni dopo nell'amichevole persa 0-1 contro il Brasile.
Il 17 novembre 2024 realizza la sua prima rete per l'Inghilterra nel successo per 5-0 in Nations League contro l'Irlanda.

## Statistiche

### Presenze e reti nei club
Statistiche aggiornate al 13 dicembre 2023.
| Stagione         | Squadra          | Campionato       | Campionato | Campionato | Coppe nazionali | Coppe nazionali | Coppe nazionali | Coppe continentali | Coppe continentali | Coppe continentali | Altre coppe | Altre coppe | Altre coppe | Totale | Totale | Totale |
| Stagione         | Squadra          | Comp             | Pres       | Reti       | Comp            | Pres            | Reti            | Comp               | Pres               | Reti               | Comp        | Pres        | Reti        | Pres   | Reti   |        |
| ---------------- | ---------------- | ---------------- | ---------- | ---------- | --------------- | --------------- | --------------- | ------------------ | ------------------ | ------------------ | ----------- | ----------- | ----------- | ------ | ------ | ------ |
| 2017-2018        | Everton          | PL               | 0          | 0          | FACup+CdL       | 0               | 0               | UEL                | 1                  | 0                  | -           | -           | -           | 1      | 0      |        |
| 2018-2019        | Everton          | PL               | 0          | 0          | FACup+CdL       | 0               | 0               | -                  | -                  | -                  | -           | -           | -           | 0      | 0      |        |
| 2019-2020        | Everton          | PL               | 11         | 0          | FACup+CdL       | 0+1             | 0               | -                  | -                  | -                  | -           | -           | -           | 12     | 0      |        |
| 2020-gen. 2021   | Everton          | PL               | 3          | 0          | FACup+CdL       | 2+2             | 0               | -                  | -                  | -                  | -           | -           | -           | 7      | 0      |        |
| gen.-giu. 2021   | Preston N.E.     | FLC              | 11         | 0          | FACup+CdL       | -               | -               | -                  | -                  | -                  | -           | -           | -           | 11     | 0      |        |
| 2021-2022        | Everton          | PL               | 35         | 4          | FACup+CdL       | 4+1             | 0               | -                  | -                  | -                  | -           | -           | -           | 40     | 4      |        |
| 2022-gen. 2023   | Everton          | PL               | 16         | 3          | FACup+CdL       | 1+1             | 0               | -                  | -                  | -                  | -           | -           | -           | 18     | 3      |        |
| Totale Everton   | Totale Everton   | Totale Everton   | 65         | 7          |                 | 12              | 0               |                    | 1                  | 0                  |             | -           | -           | 78     | 7      |        |
| gen.-giu. 2023   | Newcastle Utd    | PL               | 16         | 1          | FACup+CdL       | 0               | 0               | -                  | -                  | -                  | -           | -           | -           | 16     | 1      |        |
| 2023-2024        | Newcastle Utd    | PL               | 17         | 8          | FACup+CdL       | 0+2             | 0+0             | UCL                | 6                  | 0                  | -           | -           | -           | 25     | 8      |        |
| Totale Newcastle | Totale Newcastle | Totale Newcastle | 33         | 9          |                 | 2               | 0               |                    | 6                  | 0                  |             | -           | -           | 41     | 9      |        |
| Totale carriera  | Totale carriera  | Totale carriera  | 109        | 16         |                 | 14              | 0               |                    | 7                  | 0                  |             | -           | -           | 130    | 16     |        |

### Cronologia presenze e reti in nazionale
| Cronologia completa delle presenze e delle reti in nazionale ― Inghilterra | Cronologia completa delle presenze e delle reti in nazionale ― Inghilterra | Cronologia completa delle presenze e delle reti in nazionale ― Inghilterra | Cronologia completa delle presenze e delle reti in nazionale ― Inghilterra | Cronologia completa delle presenze e delle reti in nazionale ― Inghilterra | Cronologia completa delle presenze e delle reti in nazionale ― Inghilterra | Cronologia completa delle presenze e delle reti in nazionale ― Inghilterra | Cronologia completa delle presenze e delle reti in nazionale ― Inghilterra |
| Data                                                                       | Città                                                                      | In casa                                                                    | Risultato                                                                  | Ospiti                                                                     | Competizione                                                               | Reti                                                                       | Note                                                                       |
| -------------------------------------------------------------------------- | -------------------------------------------------------------------------- | -------------------------------------------------------------------------- | -------------------------------------------------------------------------- | -------------------------------------------------------------------------- | -------------------------------------------------------------------------- | -------------------------------------------------------------------------- | -------------------------------------------------------------------------- |
| 23-3-2024                                                                  | Londra                                                                     | Inghilterra                                                                | 0 – 1                                                                      | Brasile                                                                    | Amichevole                                                                 | -                                                                          | 75’                                                                        |
| 26-3-2024                                                                  | Londra                                                                     | Inghilterra                                                                | 2 – 2                                                                      | Belgio                                                                     | Amichevole                                                                 | -                                                                          | 80’                                                                        |
| 7-6-2024                                                                   | Londra                                                                     | Inghilterra                                                                | 0 – 1                                                                      | Islanda                                                                    | Amichevole                                                                 | -                                                                          | 64’                                                                        |
| 25-6-2024                                                                  | Colonia                                                                    | Inghilterra                                                                | 0 – 0                                                                      | Slovenia                                                                   | Euro 2024 - 1º turno                                                       | -                                                                          | 89’                                                                        |
| 7-9-2024                                                                   | Dublino                                                                    | Irlanda                                                                    | 0 – 2                                                                      | Inghilterra                                                                | UEFA Nations League 2024-2025 - 1º turno                                   | -                                                                          | 77’                                                                        |
| 10-9-2024                                                                  | Londra                                                                     | Inghilterra                                                                | 2 – 0                                                                      | Finlandia                                                                  | UEFA Nations League 2024-2025 - 1º turno                                   | -                                                                          | 66’                                                                        |
| 10-10-2024                                                                 | Londra                                                                     | Inghilterra                                                                | 1 – 2                                                                      | Grecia                                                                     | UEFA Nations League 2024-2025 - 1º turno                                   | -                                                                          | 60’                                                                        |
| 14-11-2024                                                                 | Amarousio                                                                  | Grecia                                                                     | 0 – 3                                                                      | Inghilterra                                                                | UEFA Nations League 2024-2025 - 1º turno                                   | -                                                                          | 66’                                                                        |
| 17-11-2024                                                                 | Londra                                                                     | Inghilterra                                                                | 5 – 0                                                                      | Irlanda                                                                    | UEFA Nations League 2024-2025 - 1º turno                                   | 1                                                                          | 75’                                                                        |
| 21-3-2025                                                                  | Londra                                                                     | Inghilterra                                                                | 2 – 0                                                                      | Albania                                                                    | Qual. Mondiali 2026                                                        | -                                                                          | 74’                                                                        |
| 7-6-2025                                                                   | Cornellà de Llobregat                                                      | Andorra                                                                    | 0 – 1                                                                      | Inghilterra                                                                | Qual. Mondiali 2026                                                        | -                                                                          | 80’                                                                        |
| 10-6-2025                                                                  | West Bridgford                                                             | Inghilterra                                                                | 1 – 3                                                                      | Senegal                                                                    | Amichevole                                                                 | -                                                                          | 58’                                                                        |
| Totale                                                                     |                                                                            | Presenze                                                                   | 12                                                                         |                                                                            | Reti                                                                       | 1                                                                          |                                                                            |

## Palmarès

### Club

#### Competizioni nazionali
- Coppa di Lega inglese: 1

Newcastle: 2024-2025

### Nazionale
- Campionato d'Europa Under-21: 1

Romania-Georgia 2023

### Individuale
- Miglior giocatore dell'Europeo Under-21: 1

Romania-Georgia 2023
- Squadra del torneo degli Europei Under-21:

Romania-Georgia 2023